# نسی
نسی (به هلندی: Nisse) یک منطقهٔ مسکونی در هلند است که در بورسله واقع شده‌است. نسی ۶۰۷ نفر جمعیت دارد.